# MEEP

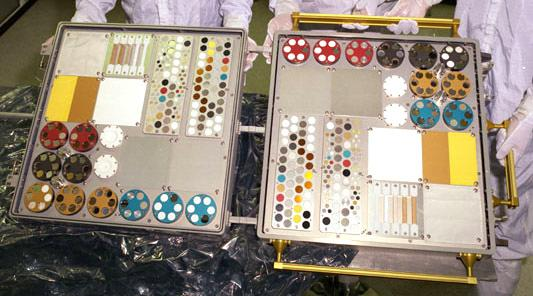
POSA-I przed misją STS-76

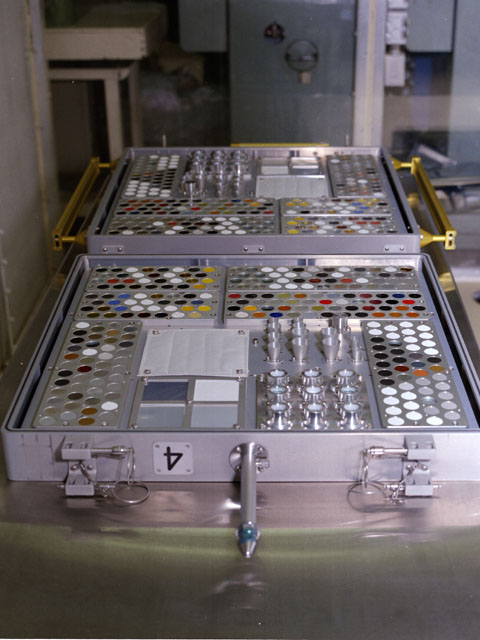
POSA-II przed misją STS-76

Mir Environmental Effects Payload (MEEP) był zestawem czterech eksperymentów zainstalowanych na rosyjskiej stacji kosmicznej Mir od marca 1996 do października 1997; ich celem było badanie wpływu uderzeń kosmicznych śmieci oraz wpływu warunków kosmicznych na różnorodne materiały. Zostały one wybrane pod kątem przyszłego użycia przy budowie Międzynarodowej Stacji Kosmicznej. Wystawienie ich na działanie warunków kosmicznych na orbicie zbliżonej do planowanej dla ISS pozwoliło na ocenę funkcjonowania tych materiałów w zbliżonych warunkach roboczych. Drugim z celów MEEP było badanie wpływu uderzeń kosmicznych śmieci i mikrometeoroidów. Palety z eksperymentami zostały zainstalowane na poszyciu modułu dokującego dla wahadłowców w czasie misji STS-76, a zabrane na Ziemię w trakcie misji STS-86.

## Składniki eksperymentu

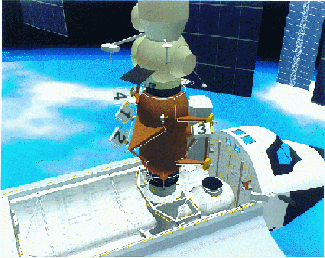
Cztery eksperymenty zainstalowane na module dokującym bazy Mir - PPMD (1), ODC (2), POSA I (4) i POSA II (3).

MEEP składał się z czterech osobnych eksperymentów zainstalowanych na czterech paletach PEC (ang. Passive Experiments Carrier) umieszczonych na poszyciu modułu cumowniczego. Każda paleta składała się z trzech części – nośnika eksperymentów, ścianek bocznych zabezpieczających palety w ładowni orbitera STS oraz uchwytów, którymi zamontowano je na poszyciu modułu.
Eksperyment pierwszy, Polished Plate Micrometeoroid and Debris (PPMD) składał się z płytek ze złota, aluminium i cynku i służył zbadaniu częstotliwości uderzeń kosmicznych śmieci w kadłub stacji, rozmiarów tych obiektów oraz siły uderzenia i potencjalnych zniszczeń przez nie wywołanych.
Drugi eksperyment – Orbital Debris Collector (ODC) – służył przechwytywaniu śmieci kosmicznych przy użyciu pojemników z aerożelem w celu przewiezienia ich na Ziemię i zbadania pod kątem pochodzenia i składu.
Ostatnie dwa eksperymenty, palety Passive Optical Sample Assemblies I (POSA I) i II (POSA II) zawierały próbki materiałów, które planowano wykorzystać do budowy Międzynarodowej Stacji Kosmicznej, m.in. próbki farb, szkła, izolacji oraz wiele próbek metali.

## Historia eksperymentu

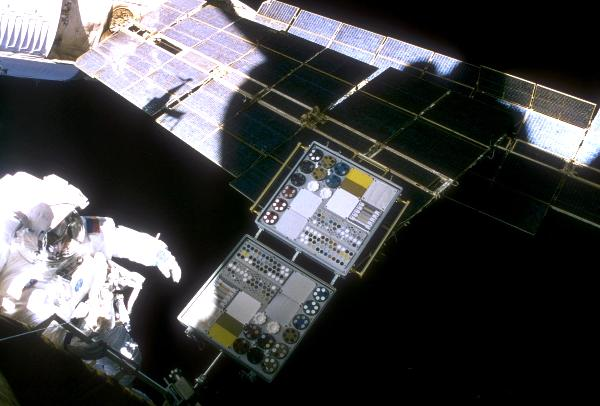
POSA I w czasie montażu

MEEP został zaprojektowany, aby ocenić skalę zanieczyszczenia molekularnego kluczowych zewnętrznych powierzchni ISS oraz działanie i degradację proponowanych do użycia materiałów poszycia i urządzeń. Ośrodek NASA Langley Research Center odpowiadał za całościowy nadzór nad eksperymentem oraz za przygotowanie palet PEC i PPMD, Centrum Lotów Kosmicznych imienia Lyndona B. Johnsona odpowiadało za paletę ODC, natomiast Centrum Lotów Kosmicznych imienia George’a C. Marshalla za POSA I, a Boeing Defense, Space & Security za POSA II.
MEEP został dostarczony na Mir na pokładzie wahadłowca Atlantis w czasie misji STS-76. Cztery eksperymenty zostały zainstalowane na module cumowniczym w trakcie spaceru kosmicznego, który przeprowadzili Michael Clifford i Linda Godwin 27 marca 1996, szóstego dnia misji. MEEP pozostał zainstalowany na Mirze przez osiemnaście miesięcy, do 1 października 1997 roku, kiedy w siódmym dniu misji STS-86 został zdemontowany w trakcie spaceru kosmicznego, jaki przeprowadzili Władimir Titow i Scott Parazynski. Oprócz palet eksperymentu MEEP, w listopadzie 1997 roku zdemontowano panel słoneczny z poszycia modułu bazowego stacji, używany przez ponad dekadę, przewieziony potem na Ziemię w trakcie misji STS-89. Elementy te zostały następnie przebadane przez zespół specjalistów od warunków środowiskowych pod kątem wpływu uderzeń mikrometeoroidów i kosmicznych śmieci oraz oddziaływania próżni na materiały i przewodnictwo.
Podobne zastosowanie jak MEEP miały wcześniejsze eksperymenty POSA (Passive Optical Sample Array) wyniesione w misjach STS-1 i STS-2 oraz EOIM (Effects of Oxygen Interaction with Materials) wykonane w czasie misji STS-3 i STS-5.